# Dozulé
Dozulé ist eine französische Gemeinde mit 2.279 Einwohnern (Stand: 1. Januar 2022) im  Département Calvados in der Region Normandie. Sie gehört zum Arrondissement Lisieux und zum Kanton Cabourg. Die Einwohner werden Dozuléens genannt.

## Geographie
Dozulé liegt etwa 23 Kilometer ostnordöstlich von Caen. Das Flüsschen Ancre durchquert das Gemeindegebiet. Umgeben wird Dozulé von den Nachbargemeinden Grangues im Norden, Angerville im Nordosten und Osten, Saint-Léger-Dubosq im Osten, Saint-Jouin im Osten und Südosten, Beuvron-en-Auge im Süden, Putot-en-Auge im Südwesten und Westen sowie Cricqueville-en-Auge im Westen und Nordwesten. 
Durch die Gemeinde führen die Autoroute A13 und die frühere Route nationale 175 (streckengleich mit der früheren Route nationale 815, heutige D675).

## Geschichte
Ursprünglich trug die Gemeinde den normannischen Namen Le Plessis-Esmangard. Aus der Flurbezeichnung Dos Brûle entstand dann später der heutige Name. 
In den 1970er und 1980er Jahren berichtete die Einwohnerin Madeleine Aumont, dass ihr auf der Erhebung genannt Haute Butte mehrmals Christus erschienen sei. Seit 1985 gilt der Platz als Heiligtum.

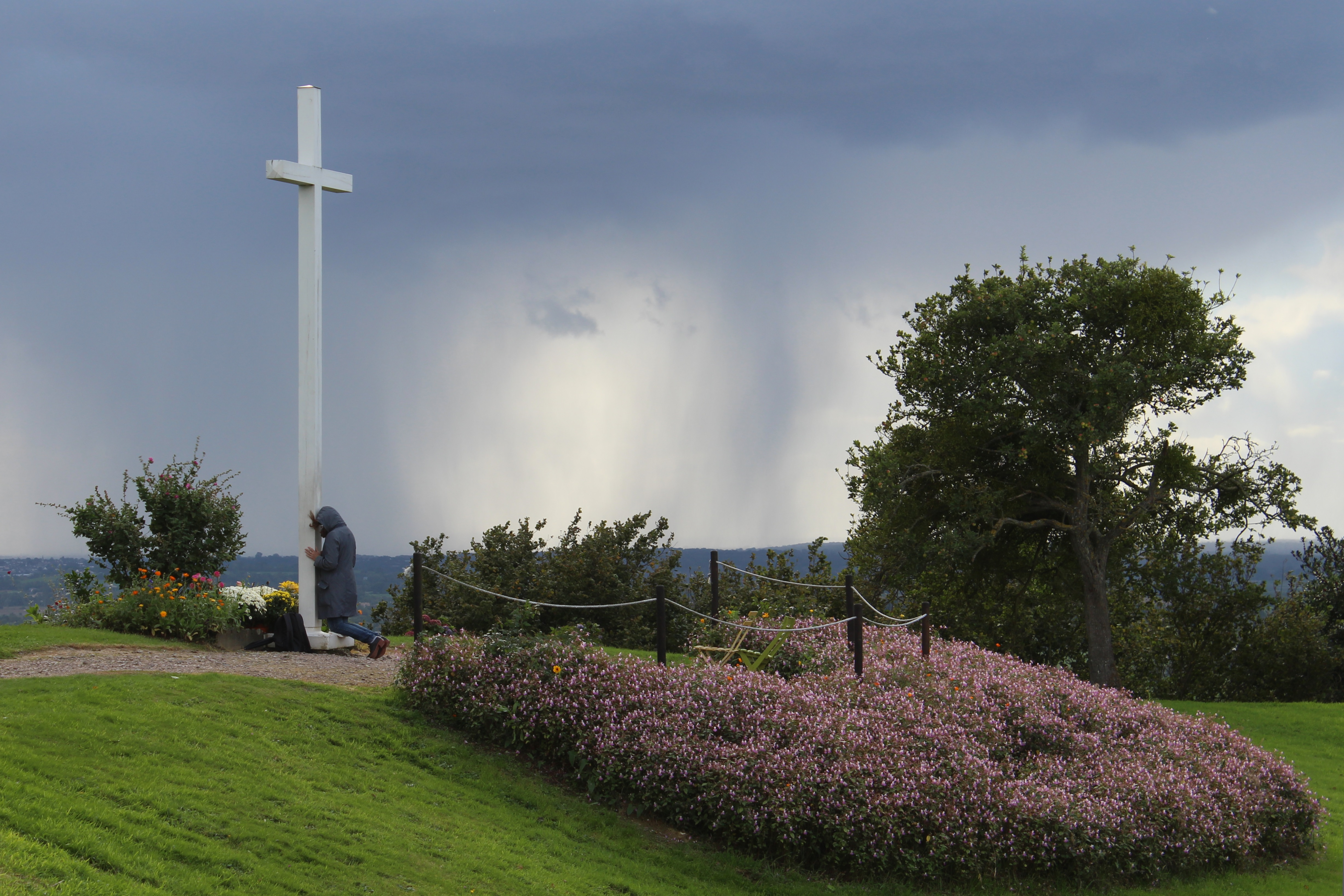
Haute Butte in Dozulé

| Jahr      | 1962 | 1968 | 1975  | 1982  | 1990  | 1999  | 2006  | 2012  | 2019  |
| --------- | ---- | ---- | ----- | ----- | ----- | ----- | ----- | ----- | ----- |
| Einwohner | 934  | 984  | 1.279 | 1.407 | 1.515 | 1.615 | 1.837 | 2.022 | 2.293 |

## Sehenswürdigkeiten
- Kirche Notre-Dame aus dem 19. Jahrhundert
- Lehrgutshof Le Lieu Roussel in Douville-en-Auge
- Waschhaus

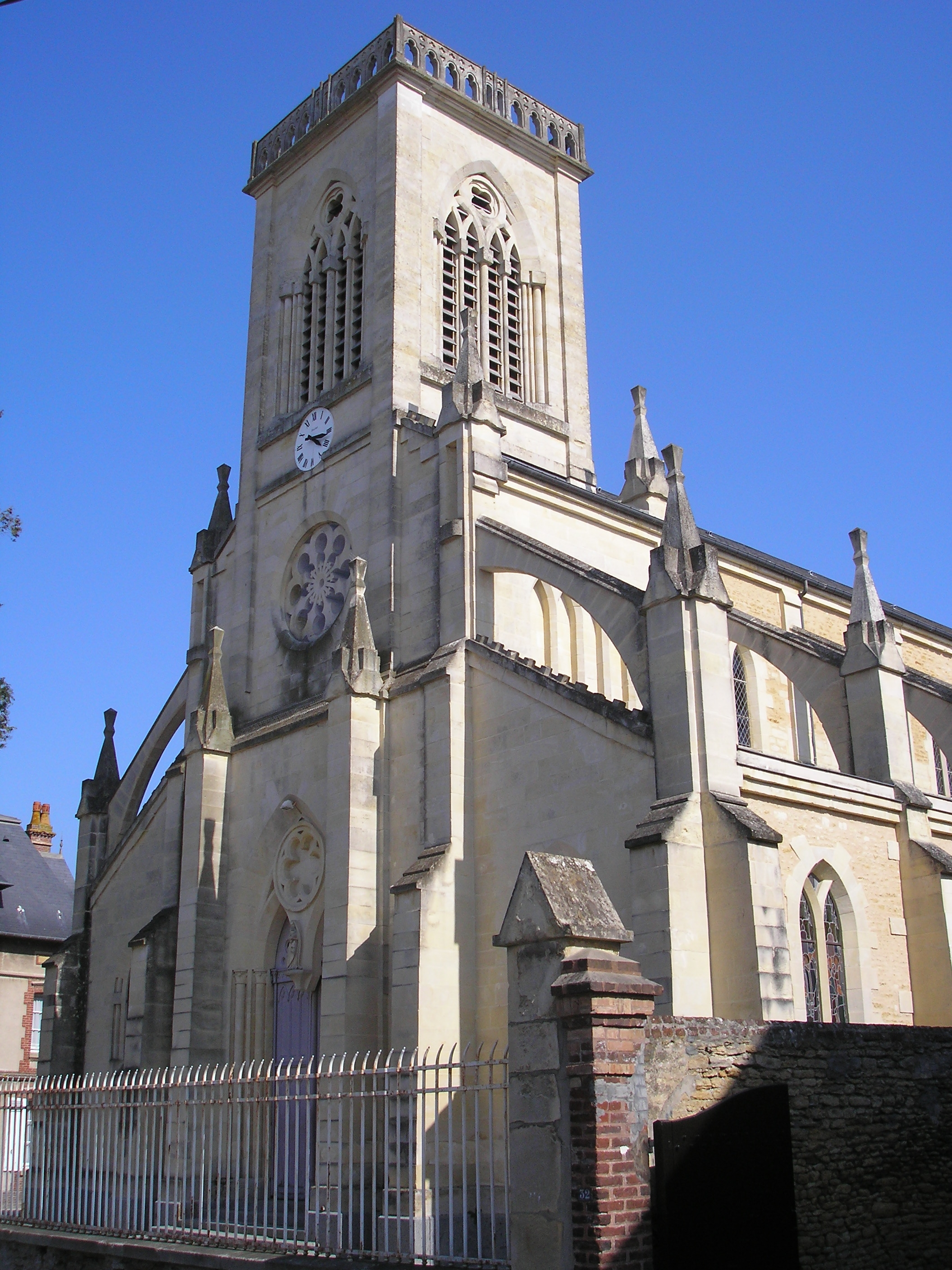
Kirche Notre-Dame
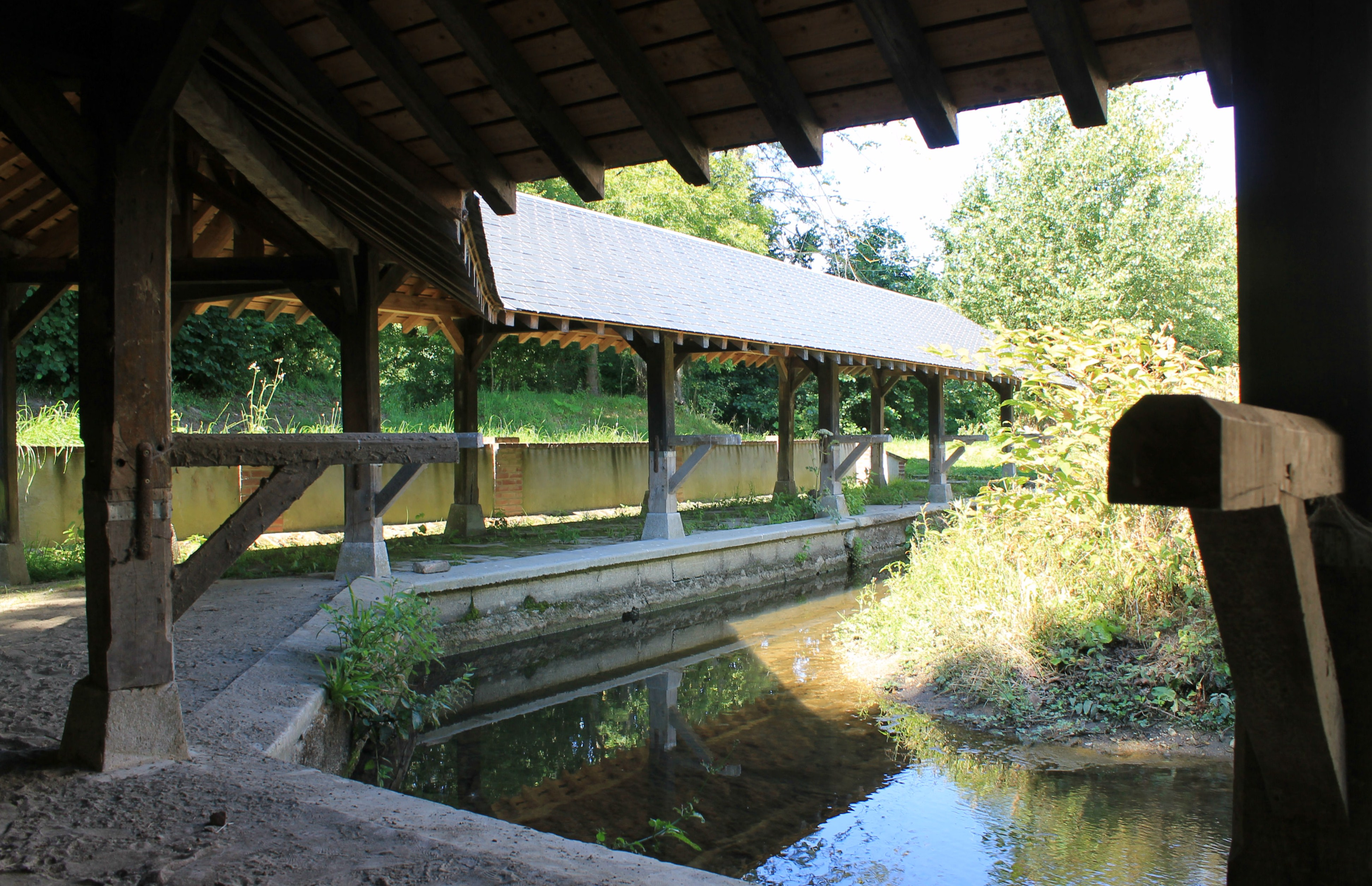
Waschhaus La Couperée

## Gemeindepartnerschaften
Mit der deutschen Gemeinde Zell am Main in Unterfranken (Bayern) seit 1993  und mit der britischen Ortschaft Leonard Stanley in Gloucestershire (England) bestehen eine Partnerschaft.